# Paraflabellina
Paraflabellina is een geslacht van weekdieren uit de klasse van de Gastropoda (slakken).

## Soorten
- Paraflabellina funeka (Gosliner & Griffiths, 1981)
- Paraflabellina gabinierei (Vicente, 1975)
- Paraflabellina ischitana (Hirano & Thompson, 1990)
- Paraflabellina rubromaxilla (Edmunds, 2015)